# Lijst van nummer 1-hits in de UK Singles Chart in 2015
Deze hits stonden in 2015 op nummer 1 in de UK Singles Chart:
| Nummer | Datum        | Artiest                          | Titel                           |
| ------ | ------------ | -------------------------------- | ------------------------------- |
| 1284   | 4 januari    | Mark Ronson & Bruno Mars         | Uptown funk!                    |
|        | 11 januari   | Mark Ronson & Bruno Mars         | Uptown funk!                    |
|        | 18 januari   | Mark Ronson & Bruno Mars         | Uptown funk!                    |
|        | 25 januari   | Mark Ronson & Bruno Mars         | Uptown funk!                    |
|        | 1 februari   | Mark Ronson & Bruno Mars         | Uptown funk!                    |
| 1286   | 8 februari   | Ellie Goulding                   | Love me like you do             |
|        | 15 februari  | Ellie Goulding                   | Love me like you do             |
|        | 22 februari  | Ellie Goulding                   | Love me like you do             |
|        | 1 maart      | Ellie Goulding                   | Love me like you do             |
| 1287   | 8 maart      | Years & Years                    | King                            |
| 1288   | 15 maart     | Sam Smith & John Legend          | Lay me down                     |
|        | 22 maart     | Sam Smith & John Legend          | Lay me down                     |
| 1289   | 29 maart     | Jess Glynne                      | Hold my hand                    |
|        | 5 april      | Jess Glynne                      | Hold my hand                    |
|        | 12 april     | Jess Glynne                      | Hold my hand                    |
| 1290   | 19 april     | Wiz Khalifa & Charlie Puth       | See you again                   |
|        | 26 april     | Wiz Khalifa & Charlie Puth       | See you again                   |
| 1291   | 3 mei        | OMI                              | Cheerleader (Felix Jaehn remix) |
|        | 10 mei       | OMI                              | Cheerleader (Felix Jaehn remix) |
|        | 17 mei       | OMI                              | Cheerleader (Felix Jaehn remix) |
|        | 24 mei       | OMI                              | Cheerleader (Felix Jaehn remix) |
| 1292   | 31 mei       | Jason Derulo                     | Want to want me                 |
|        | 7 juni       | Jason Derulo                     | Want to want me                 |
|        | 14 juni      | Jason Derulo                     | Want to want me                 |
|        | 21 juni      | Jason Derulo                     | Want to want me                 |
| 1293   | 28 juni      | Tinie Tempah & Jess Glynne       | Not letting go                  |
| 1294   | 5 juli       | Lost Frequencies                 | Are you with me                 |
| 1295   | 12 juli      | David Zowie                      | House every weekend             |
| 1296   | 19 juli      | Little Mix                       | Black magic                     |
|        | 26 juli      | Little Mix                       | Black magic                     |
|        | 2 augustus   | Little Mix                       | Black magic                     |
| 1297   | 9 augustus   | One Direction                    | Drag me down                    |
| 1298   | 16 augustus  | Charlie Puth & Meghan Trainor    | Marvin Gaye                     |
| 1299   | 23 augustus  | Jess Glynne                      | Don't be so hard on yourself    |
| 1300   | 30 augustus  | Rachel Platten                   | Fight song                      |
| 1301   | 6 september  | Justin Bieber                    | What do you mean?               |
| 1302   | 13 september | Sigala                           | Easy love                       |
| 1301   | 20 september | Justin Bieber                    | What do you mean?               |
|        | 27 september | Justin Bieber                    | What do you mean?               |
| 1303   | 4 oktober    | Sam Smith                        | Writing's on the wall           |
| 1301   | 11 oktober   | Justin Bieber                    | What do you mean?               |
|        | 18 oktober   | Justin Bieber                    | What do you mean?               |
| 1304   | 25 oktober   | KDA & Tinie Tempah               | Turn the music louder (Rhumble) |
| 1305   | 1 november   | Adele                            | Hello                           |
|        | 8 november   | Adele                            | Hello                           |
|        | 15 november  | Adele                            | Hello                           |
| 1306   | 22 november  | Justin Bieber                    | Sorry                           |
|        | 29 november  | Justin Bieber                    | Sorry                           |
| 1307   | 6 december   | Justin Bieber                    | Love yourself                   |
|        | 13 december  | Justin Bieber                    | Love yourself                   |
|        | 20 december  | Justin Bieber                    | Love yourself                   |
| 1308   | 27 december  | Lewisham and Greenwich NHS Choir | A bridge over you               |